# Jouko Salomäki
Jouko Salomäki (Kauhajoki, Finlandia, 26 de agosto de 1962) es un deportista finlandés retirado especialista en lucha grecorromana donde llegó a ser campeón olímpico en Los Ángeles 1984.

## Carrera deportiva
En los Juegos Olímpicos de 1984 celebrados en Los Ángeles ganó la medalla de oro en lucha grecorromana de pesos de hasta 74 kg, por delante del luchador sueco Roger Tallroth (plata) y del rumano Ştefan Rusu (bronce).